# 咪洛克生
咪洛克生（INN：imiloxan）是一种用于科学研究的药物。它作为α2B肾上腺素受体的选择性拮抗剂，可用于区分不同α2肾上腺素亚型的作用。

## 合成

咪洛克生合成：

咪洛克生的咪唑部分是通过亚胺酸酯与氨基乙醛的二乙缩醛反应制备的。咪唑与碘乙烷的N-烷基化可得到咪洛克生。